# Орток (Кочкорский район)
Орток — село в Кочкорском районе Нарынской области Кыргызстана.

## Инфраструктура
На расстоянии около 10 км южнее села располагается трасса А367. Расположенное в горной местности село только недавно получило доступ к местной сотовой связи.

## Известные жители
- Абакиров, Эмильбек (р. 1929) — 1-й секретарь Ошского горкома партии (1970—1971), Народный депутат СССР (1989—1991).
- Мусаева, Жумагуль (1922—1980) — первый директор Киргизского женского педагогического института (1951—1954), депутат Верховного Совета Киргизской ССР.

• Жумагазиев Саринжи (3.11.1937-ж. т., Кочкор району, Орток айылы) — Кыргыз ССР Жогорку Советинин депутаты (1980—85).
1959-ж. Кыргызстан айыл чарба институтунун ветеренария факультетин, 1981-ж. Алматыдагы Жогорку партиялык мектепти бүткөн.
1959—61-ж. Кочкор районундагы Жданов атындагы ветеренария участканын башчысы, 1961—67-ж. Нарын районундагы 53-жылкы заводунда ветврач, башкаруучу, 1967—74-ж. Кочкор районундагы "Коммунизм", "Соң-Көл" совхоздорунда парткомдун катчысы, директор, 1974—75-ж. Кыргыз ССРинин айыл чарба министрлигинде совхоздор боюнча башкы башкарманын начальниги, 1975—85-ж. Кыргызстан КП Ат-Башы райкомунун 1-катчысы, 1986—95-ж. Кочкор районундагы мал бордоо чарбасында, Кара-Суу агрофирмасында, Бишкектеги ат майданда (ипподромдо) директор болуп иштеген.
Эмгек Кызыл Туу, "Ардак Белгиси" ордендери жана медалдар менен сыйланган.
https://ky.m.wikipedia.org/wiki/%D0%A1%D0%B0%D1%80%D0%B8%D0%BD%D0%B6%D0%B8_%D0%96%D1%83%D0%BC%D0%B0%D0%B3%D0%B0%D0%B7%D0%B8%D0%B5%D0%B2